# جوزيب سيغور
جوزيب سيغور (بالإسبانية: Josep Seguer) لاعب دولي ومدرب كرة قدم إسباني مواليد عام 1923 وتوفي عام 2014 , بدأ حياتة الكروية لاعب مع نادي برشلونة لعب مع النادي 15 عام منذ عام 1942 حتى 1957 لعب مع النادي 215 مباراة احرز خلالها 38 هدفاً وحقق خلال فترة لعبة مع برشلونة عدة بطولات وهي
- الدوري الإسباني 5 مرات
- كأس إسبانيا 3 مرات
- كأس إيفا دوارتي 3 مرات، إضافة إلى الكأس اللاتيني.

بعدها لعب لنادي ريال بتيس وكان بذات الوقت مدرباً للنادي، توجه بعد اعتزالة اللعب للتدريب ودرب عدة اندية في اقليم كاتالونيا أهمها نادي برشلونة عامي 1969 و1970 , ودرب كذلك نادي فياريال .

## وصلات خارجية
- جوزيب سيغور على موقع قاعدة بيانات كرة القدم.إي يو (الإنجليزية)
- جوزيب سيغور على موقع ناشيونال فوتبول تيمز (الإنجليزية)
- جوزيب سيغور على موقع عالم كرة القدم.نت (الإنجليزية)

1. ↑  المدرب جوزيب سيغور درب نادي برشلونة خلال عامي 1969-1970 نسخة محفوظة 16 أكتوبر 2012 على موقع واي باك مشين.